# Aartsbisdom Niterói

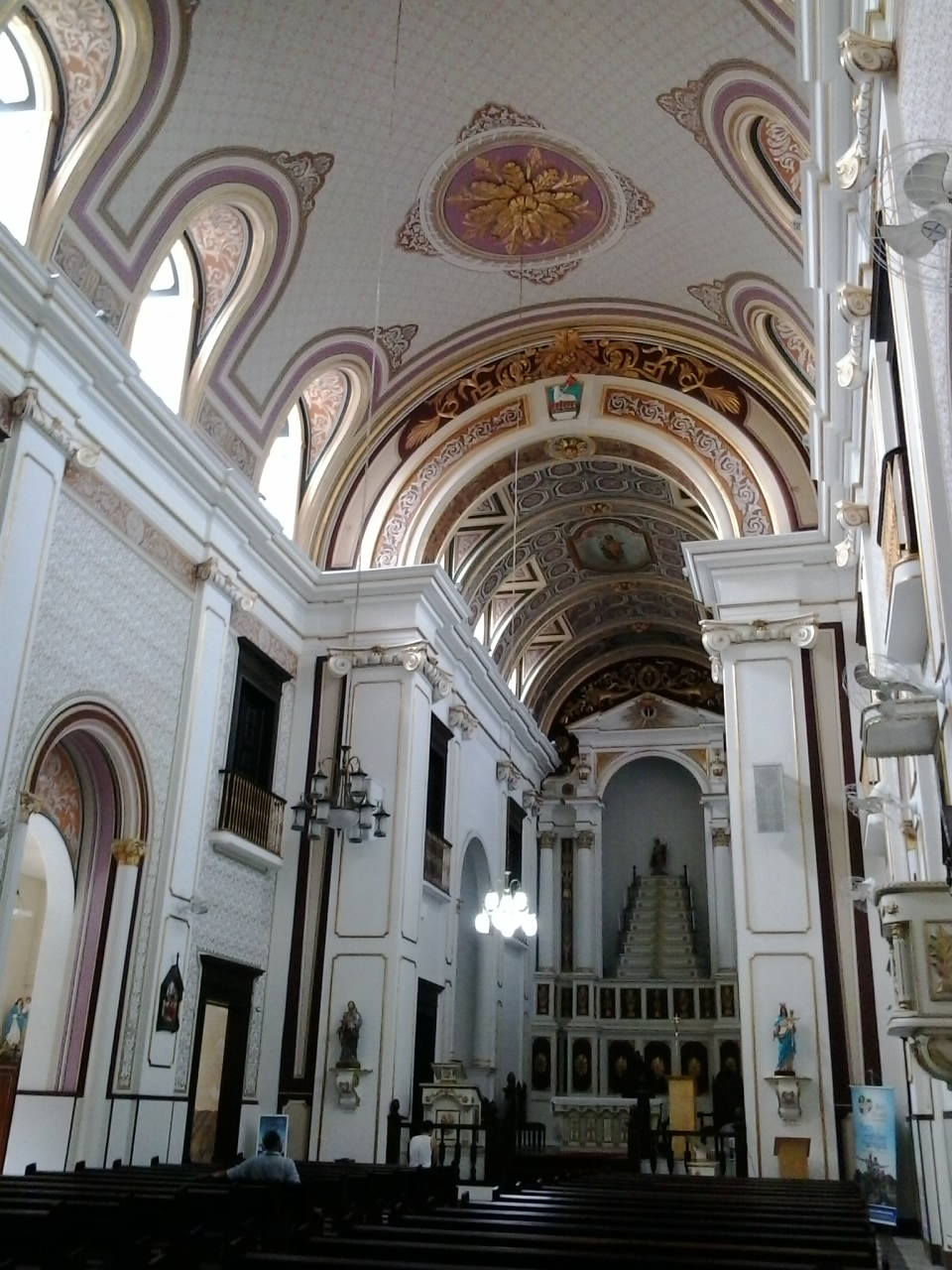
Kathedraal van Niterói

Het aartsbisdom Niterói (Latijn: Archidioecesis Nictheroyensis; Portugees: Arquidiocese de Niterói) is een in Brazilië gelegen rooms-katholiek aartsbisdom met zetel in Niterói in de staat Rio de Janeiro. De aartsbisschop van Niterói is metropoliet van de kerkprovincie Niterói, waartoe ook de volgende suffragane bisdommen behoren:
- Bisdom Campos
- Bisdom Nova Friburgo
- Bisdom Petrópolis

## Geschiedenis
Het bisdom Niterói werd opgericht op 27 april 1892 door paus Leo XIII. Daarvoor behoorde dit gebied toe aan het aartsbisdom São Sebastião do Rio de Janeiro. Op 15 november 1895 werd een gedeelte van het grondgebied afgestaan voor de oprichting van het bisdom Espírito Santo. Op 4 december werden de bisdommen Barra do Piraí en Campos afgesplitst, op 13 april 1946 het bisdom Petrópolis en op 26 maart 1960 het bisdom Nova Iguaçu. Op 26 maart 1960 werd Niterói tevens verheven tot aartsbisdom.

## Bisschoppen

### Bisschoppen van Niterói
- 1893–1901: Francisco do Rego Maia (vervolgens bisschop van Belém do Pará)
- 1902–1907: João Francisco Braga (vervolgens bisschop van Curitiba)
- 1908–1927: Agostinho Francisco Benassi
- 1928–1947: José Pereira Alves
- 1948–1954: João da Matha de Andrade e Amaral
- 1954–1960: Carlos Gouvêa Coelho (vervolgens aartsbisschop van Olinda e Recife)

### Aartsbisschoppen van Niterói
- 1960–1979: Antônio de Almeida Moraes Junior
- 1979–1990: José Gonçalves da Costa CSsR
- 1990–2003: Carlos Alberto Etchandy Gimeno Navarro
- 2003–2011: Alano Maria Pena OP
- 2011-heden: José Francisco Rezende Dias